# Jaroslava Vernerová Pěchočová
Jaroslava Vernerová Pěchočová (známá také jako Slávka Vernerová Pěchočová) (* 2. června 1976, Dvůr Králové nad Labem) je česká klavíristka.

## Životopis
Do svých pěti let žila ve Dvoře Králové nad Labem. Poté, co se její matka provdala, se rodina přestěhovala do Chlumce nad Cidlinou. V tamější umělecké škole také začala navštěvovat hru na klavír. Za vzděláním dojížděla na gymnázium do Nového Bydžova.
Při studiu na Konzervatoři Pardubice u prof. Martina Hršela se zúčastnila Mezinárodní smetanovské klavírní soutěže, kde získala 1. cenu a tím započala svou uměleckou kariéru. V roce 1998 začala studovat Hudební fakultu AMU v Praze u prof. Ivana Moravce. Absolvovala také mistrovské kurzy u Nelly Akopian a v roce 2002 postgraduální studium v Londýně na Royal College of Music.
Žije v Praze se svým manželem, violistou Petrem Vernerem, a dvěma dětmi – Johankou (* 2011) a Matějem (* 2014)

## Koncertní činnost
V roce 1997 vystoupila na festivalu v Aténách a na festivalu Mladé pódium v Karlových Varech, roku 2004 vystoupila v cyklu Matiné na Pražském jaru a 2005 byla opět pozvána na Mladé pódium, kde získala cenu nejlepšího sólisty. Se svými recitály byla zařazena mj. do Světové klavírní tvorby (FOK), Young talents (Osaka). V r. 2016 se představila na festivalu Music and Beyond in Ottawa (Canada). Sólově vystupovala prakticky se všemi tuzemskými orchestry včetně České filharmonie a Symfonického orchestru hl. m. Prahy FOK. V zahraničí s Royal Liverpool Philharmonic Orchestra, Gunma Symphonic Orchestra ad.
Spolupracuje s předními českými instrumentalisty (Václav Hudeček, Ludmila Peterková ad.) a je zakládající členkou Dvořákova klavírního kvarteta